# Offensive de Donetsk
Guerre du Donbass
Batailles
- Euromaïdan
- Révolution de la Dignité
- Manifestations anti-Maïdan

Annexion de la Crimée
- Invasion russe de la Crimée
- Prise du Parlement de Crimée
- Prise de la base navale sud
- Incident de Simféropol (en)
- Occupation russe de la Crimée

Troubles pro-russes
- Odessa
- Troubles pro-russes à Kharkiv (uk)
- Troubles pro-russes à Louhansk (uk)
- Bataille de la rue Rymarska (uk)
- Proclamation de la république de Crimée
- Prise de Donetsk (uk)
- Proclamation de la RP de Donetsk
- Proclamation de la RP d'Odessa (hu)
- Proclamation de la RP de Lougansk
- Affrontements à Odessa du 2 mai (uk)
- Incendie de la Maison des syndicats d'Odessa

Guerre du Donbass
- Sloviansk
- Marioupol
- 1re Donetsk
- Louhansk
- Il-76
- Saour-Mogyla
- Vol Malaysia Airlines 17
- 2e Donetsk
- Loutouhyne
- Ilovaïsk
- 3e Donetsk
- 32e barrage
- Volnovakha
- Debaltseve
- Marïnka
- Avdiïvka

L'offensive de Donetsk est un épisode de la guerre du Donbass, opposant les forces armées ukrainiennes aux forces séparatistes prorusses. Lancée par l'armée ukrainienne, avec le renfort de brigades de volontaires, cette campagne débute le 21 juillet 2014 avec pour but de rétablir l'autorité de l'État central sur la capitale de l'État sécessionniste autoproclamé dans la région, sous le nom de république populaire de Donetsk.

## Contexte
Le 15 avril 2014, le président par intérim ukrainien Tourtchynov déclare que l'opération antiterroriste contre les séparatistes prorusses a débuté à Donetsk. Plus tôt, des manifestants et des insurgés prorusses avaient pris le contrôle de nombreux bâtiments publics, de villes et territoires de la région. Dans la ville de Donetsk elle-même, ainsi que dans d'autres villes du Donbass, de nombreux bâtiments du gouvernement étaient tombés sous le contrôle séparatiste. Après leur victoire à Sloviansk le 5 juillet, les troupes ukrainiennes progressent vers Donetsk pour atteindre les portes de la ville le 12 juillet. Le même jour, 70 000 habitants fuient la ville.
À la suite du drame du vol 17 Malaysia Airlines le 17 juillet (que l'armée ukrainienne et les séparatistes s'accusent mutuellement d'avoir abattu), le président ukrainien Porochenko avait ordonné à l'armée d'interrompre toute opération dans un rayon de 40 km autour du site du crash pour que les experts et membres de l'OSCE puissent mener à bien leur enquête, mais Donetsk est située en dehors de ce périmètre.

## Chronologie
Les autorités ukrainiennes ont demandé aux habitants d'éviter de sortir de chez eux. Le 21 juillet, Donetsk est secouée par des explosions, de la fumée s'élevant de la ville et des tirs d'armes lourdes ont été entendus, au moins quatre chars et véhicules blindés ukrainiens tentant de pénétrer dans la ville. Les combats se concentrent dans les districts du nord-ouest Kirovski, Leninski ainsi que Kouïbychevski, et aussi près de la gare centrale et de l'aéroport, ce qui conduit les riverains à se réfugier dans des abris ou à fuir la ville,. L'approvisionnement en eau de la ville a été coupé pendant les combats, de nombreux quartiers ont été privés d'électricité et tous les services de chemin de fer et de bus ont été arrêtés. Les rues se sont vidées et les insurgés ont érigé des barricades à travers la ville pour contrôler le trafic,,. Au moins un char T-64 est détruit et trois soldats ukrainiens sont tués par une roquette antichar tirée par les insurgés aux abords nord de Donetsk. Selon Alexandre Borodaï, Premier ministre autoproclamé de la république populaire de Donetsk, l'armée a « commencé à avancer sur tous les fronts » et indique qu'elle a déployé des avions de combat et tiré des missiles à l'aide de ses BM-21 Grad dans la périphérie de la ville, tout en annonçant vouloir rechercher la reprise de pourparlers de cessez-le-feu.
Le 22 juillet, la Rada vote une mobilisation partielle des réservistes pour une période de 45 jours alors que le secrétaire du Conseil de sécurité nationale et de défense ukrainien Andreï Paroubiï a déclaré que 40 000 soldats russes et une quantité importante d'équipement militaire étaient à nouveau massés sur la frontière russo-ukrainienne. La gare de Donetsk a pu être rouverte mais la situation est toujours tendue, les combats ayant lieu dans les villages de la banlieue de Donetsk (mais également à proximité de l'aéroport), tout comme celle de Louhansk. Sievierodonetsk, à 75 km au nord-ouest de Louhansk et à 116 km au nord-est de Donetsk, est reprise par les forces ukrainiennes.
Le 23 juillet, les forces gouvernementales ukrainiennes percent le blocus des insurgés autour de l'aéroport de Donetsk puis progressent dans la partie nord-ouest de la ville. Par la suite, les insurgés se sont retirés de nombreux villages de la périphérie de la ville, y compris Karlivka, Netailove, Pervomaiske, et la zone autour de l'aéroport de Donetsk. Le commandant Igor Strelkov dit avoir opéré ce repli tactique pour renforcer le centre-ville de Donetsk, et aussi pour éviter d'être encerclé par les forces gouvernementales. Il a également déclaré qu'il ne s'attendait pas à une incursion des forces ukrainiennes dans le centre-ville de Donetsk. Pendant ce temps, les combats ont continué dans le raïon de Chakhtarsk à la frontière avec la Russie. Lors des combats, deux avions de combat Soukhoi Su-25 ukrainiens qui avaient fourni un appui aérien aux forces terrestres près de Dmitrovka ont été abattus par les insurgés.
Le 24 juillet, selon une enquête de l'ONG Human Rights Watch qui doit être rendue publique le 25, l'armée ukrainienne est accusée d'avoir tué au moins seize civils à Donetsk, constatant que des quartiers de la ville, abritant des tireurs prorusses, avaient été frappés par des BM-21 Grad, arme totalement imprécise donc incapable de cibler des objectifs uniquement militaires. Un usage répété de ces armes constituerait une violation des lois internationales et humanitaires. Selon La Voix de la Russie, au moins seize immeubles de la ville ont été endommagés par des tirs d'obus ukrainiens. Dans la même journée, les combats font rage autour de Horlivka, cible de frappes aériennes et d'artillerie, la population fuyant la ville. Un pont de cette ville a aussi été détruit, peut-être par les insurgés. En dépit de ces progrès par les forces armées, la frontière avec la Russie n'a toujours pas été sécurisée. Le poste-frontière Izvaryne dans l'oblast de Louhansk, contrôlé par l'armée du Sud-Est, a été signalé être le principal point d'armes et de renforts en provenance de Russie. Le même jour, la ville de Lyssytchansk, située à 90 km au nord-ouest de Louhansk, après avoir été le théâtre de violents combats, est reprise par l'armée ukrainienne,,. Le 25 juillet, l'ambassadeur des États-Unis à Kiev annonce que son pays débloque 33 millions de dollars en aide à l'armée ukrainienne « pour le contrôle de ses frontières ». Des combats commencent dans la zone résidentielle périphérique de Donetsk en fin d'après-midi. Le 27 juillet, entre vingt et trente civils sont tués à Horlivka. Le 28, les insurgés ont reconnu avoir perdu le contrôle d'une partie de la zone du crash du MH17, face à la progression des forces ukrainiennes qui ont annoncé être entrées dans plusieurs villes à proximité (dont Chakhtarsk, Debaltseve, Torez, Loutouhyne et les hauteurs stratégiques de Savur-Mohyla). Le 29, des tirs d'artillerie ont été entendus dans le centre de Donetsk (districts nord-ouest de Kirovski et de Leninski), tuant au moins une personne. Le 30 juillet, les forces ukrainiennes reprennent le contrôle de la ville stratégique d'Avdiivka située près de l'aéroport, à 17 kilomètres au nord de Donetsk. Les opérations militaires sont suspendues le 31 juillet. Le but est de permettre aux experts internationaux d'examiner le site du crash du vol 17 Malaysia Airlines, qui est situé dans le raïon de Chakhtarsk, où les combats les plus violents ont eu lieu les jours précédents. Les experts ont été escortés sur le site par les forces armées ukrainiennes. Pendant ce temps, des pourparlers entre séparatistes, la Russie, l'Ukraine et l'OSCE ont eu lieu à Minsk.
Le 1er août, au moins dix soldats ukrainiens d'une unité de parachutistes sont tués près de la ville de Chakhtarsk, dans le secteur où le vol MH17 de la Malaysia Airlines a été abattu, dans une attaque au mortier menée par les rebelles prorusses.
Le 4 août, après d'intenses combats, l'armée régulière reprend la ville de Yassynouvata et appelle les civils à fuir les zones contrôlées par les séparatistes prorusses qui « pillent la population locale, procèdent à des enlèvements, s'emparent de bâtiments et de véhicules privés » selon un porte-parole militaire ukrainien. À Donetsk, l'état-major ukrainien a demandé aux séparatistes de respecter des cessez-le-feu autour de certaines artères afin de permettre le départ des civils. Six civils ont été tués et treize autres blessés en l'espace de 24 heures,. Selon la Voix de la Russie, l'armée ukrainienne concentre des BM-27 Uragan autour de la ville.
Le 5 août, les combats se poursuivent dans un quartier à l'ouest de Donetsk (district de Petrovski), les habitants faisant état de fortes explosions et d'échanges de tirs. Donetsk subit une première frappe aérienne qui n'a pas fait de victimes parmi les civils. Dans la même journée, Marïnka, située à 24 kilomètres à l'ouest de Donetsk, est également reprise par les forces ukrainiennes.
Le 12 août, d'après l'AFP, le gouvernement ukrainien annonce que l'armée a repris la ville de Vougleguirsk dans l'oblast de Donetsk et les villes de Pervomaïsk, de Kalynove et de Kamychevakha dans l'oblast de Louhansk.
Après une série de défaites militaires, Igor Strelkov déclare que « perdre cette guerre sur le territoire que le Président Vladimir Poutine a personnellement nommé Nouvelle-Russie menacerait le pouvoir du Kremlin et, personnellement, le pouvoir du président. » L'armée ukrainienne affirme avoir repris (au 3 août) le contrôle des trois-quarts du territoire qui avait été occupé par les séparatistes.

### Contre-offensive
À partir de la mi-août 2014, la contre-attaque des insurgés est lancée avec l'ouverture d'un nouveau front en direction de la mer d'Azov et de Marioupol qui est encerclée à la fin du mois et atteinte par les rebelles le 4 septembre 2014. L'étau se desserre autour de Donetsk et l'armée ukrainienne et ses bataillons de volontaires sont en recul, évacuant plusieurs localités.
Dès le 23 août, les insurgés entreprennent de contre-attaquer au sud-est de Donetsk. Il s'ensuit un effondrement de l'armée ukrainienne qui est contrainte à une retraite désordonnée laissant plusieurs de ses unités totalement encerclées par leurs adversaires.
À la fin du mois d'août, il est rapporté dans la presse que des Français sont partis combattre aux côtés des rebelles.
Le 5 septembre 2014, les représentants de la république populaire de Donetsk, de la république populaire de Lougansk et le gouvernement de Kiev signent à Minsk un protocole d'accord pour un cessez-le-feu, à partir du jour-même à 18 heures. La conférence qui réunit ces trois parties, en présence de Mikhaïl Zourabov ambassadeur de la Russie en Ukraine, est dirigée par Heidi Tagliavini, diplomate suisse mandatée par l'OSCE pour accompagner le groupe de contact entre les autorités russe et ukrainienne. Malgré le cessez-le-feu, des combats perdurent sur le site de l'aéroport de Donetsk (dernière position tenue par l'armée ukrainienne dans la région).

## Affaire du vol 17 de Malaysia Airlines
Le 17 juillet 2014 un Boeing 777 de la compagnie Malaysia Airlines assurant la liaison entre l'aéroport d'Amsterdam-Schiphol et l'aéroport international de Kuala Lumpur, avec 298 personnes à son bord, dont 192 Néerlandais, s'est écrasé dans la zone de conflit, près du village de Grabove, aux environs de la ville de Chakhtarsk. Les belligérants s'accusent mutuellement de l'avoir abattu, mais les États-Unis, par la voix du secrétaire du département d'État John Kerry, déclarent immédiatement qu'un missile antiaérien a été tiré par les prorusses et qu'ils disposent de preuves ; le président américain Barack Obama ajoute que « les États-Unis offriront tout leur soutien pour aider à déterminer ce qui s'est passé et pourquoi ». De son côté, la Russie demande que soit faite une enquête internationale indépendante, procédure qui est engagée le 21 juillet par l'ONU. 
Le 28 septembre 2016, le parquet néerlandais présente les conclusions préliminaires de son enquête, affirmant que le missile Bouk a été tiré depuis la partie du territoire ukrainien contrôlée par les séparatistes, et que le missile comme la plate-forme de tir ont été acheminés là depuis la Russie. Le 24 mai 2018, les enquêteurs internationaux parviennent à la même conclusion que le parquet néerlandais, précisant que le missile Bouk ayant abattu le vol MH17 provenait de la 53e brigade antiaérienne de l'armée russe,,.
Le 19 juin 2019, la Joint Investigation Team (JIT), enquêtant sur le crash et les acteurs responsables, communique les noms de quatre suspects mis en examen dont trois individus de nationalité russe et un commandant ukrainien des forces rebelles séparatistes prorusses, considérés comme responsables de l’acheminement du missile Bouk sur le lieu de tir. Les quatre inculpés sont recherchés en vertu d'un mandat d'arrêt international et le procès est annoncé pour le 9 mars 2020.